# Giulio Cesare Borromeo
Giulio Cesare Borromeo, IX conte di Arona (Arona, 13 novembre 1517 – Milano, 5 agosto 1572), è stato un nobile e condottiero italiano.

## Biografia

### Giovinezza
Giulio Cesare Borromeo era fratello cadetto di Giberto II, padre di san Carlo Borromeo, e cognato di Gian Giacomo Medici detto il Medeghino, fratello maggiore di Margherita Medici, madre del futuro arcivescovo milanese. Come figlio ultrogenito venne dal padre destinato ad intraprendere la carriera ecclesiastica e ancora giovanissimo venne nominato Abate dei Santi Graziano e Felino.

### Matrimonio
Giulio Cesare sposò a Milano nel 1551 la nobile Margherita Trivulzio, figlia di Renato, signore di Formigara,  e di Isabella Borromeo dei Conti d'Arona.

### Carriera militare
Quando nel 1545 il Medeghino sposò Marzia Orsini, sorella della nuora di papa Paolo III e zia di due cardinali e di due Duchi Farnese, quel matrimonio prestigioso indusse Giulio Cesare Borromeo ad abbandonare la carriera ecclesiastica in favore del nipote Carlo, col fine di abbracciare quella militare, entrando al servizio di Gian Giacomo Medici, condottiero al soldo di Carlo V d'Asburgo.

Come scrive Federico Rossi di Marignano per poterlo fare fu costretto
Il Borromeo era stato educato fin da giovane al mestiere delle armi e dall'età di 16 anni aveva militato nell'esercito di Carlo V, anche nelle guerre contro i protestanti tedeschi. L'attribuzione di rendite ecclesiastiche di una abbazia su cui la famiglia esercitava il giuspatronato, fu solo il modo di assicurargli proventi finanziari.
Abbandonò definitivamente le cariche ecclesiastiche, quando seguì il condottiero Gian Giacomo Medici. Divenne anche esperto nella costruzione di luoghi fortificati, come il Castello sforzesco di Milano, con la realizzazioni di punte che permettevano il fuoco incrociato contro gli assalitori.

### Ultimi anni e morte
È molto probabile che l'idea di quel trasferimento sia stata caldeggiata dallo zio Gian Angelo Medici, allora segretario di papa Paolo III. Fu lui, in ogni caso, che si interessò degli aspetti economici del trapasso, cercando di convincere il cognato Giberto II Borromeo a riconoscere al fratello un compenso extra per quanto aveva speso in migliorie del fondo».
Giulio Cesare Borromeo morì a Milano il 5 agosto 1572.

## Discendenza
Giulio Cesare e Margherita Trivulzio ebbero i seguenti eredi:
- Renato (1555-1608), conte di Arona, sposò Ersilia Farnese
- Isabella (1562-?), sposò il conte Girolamo Visconti di Carbonara
- Federico (1564-1631), cardinale

Ebbe inoltre una figlia illegittima da un'amante sconosciuta:
- Laura (m. 1626), sposò Gian Francesco Visconti di Massino

## Ascendenza
|                            |                         |                                 | Genitori                             |  |  | Nonni |  |  | Bisnonni          |  |  | Trisnonni        |  |
|                            |                         |                                 |                                      |  |  |       |  |  | Giovanni Borromeo |  |  | Filippo Borromeo |  |
|                            |                         |                                 |                                      |  |  |       |  |  | Giovanni Borromeo |  |  | Filippo Borromeo |  |
|                            |                         | Francesca Visconti di Cicognola |                                      |  |  |       |  |  | Giovanni Borromeo |  |  |                  |  |
| Giberto Borromeo           |                         |                                 |                                      |  |  |       |  |  | Giovanni Borromeo |  |  |                  |  |
|                            |                         | Maria Cleofe Pio                | Giberto Pio                          |  |  |       |  |  |                   |  |  |                  |  |
|                            |                         | Maria Cleofe Pio                | Giberto Pio                          |  |  |       |  |  |                   |  |  |                  |  |
|                            |                         | Maria Cleofe Pio                | Elisabetta Migliorati                |  |  |       |  |  |                   |  |  |                  |  |
| Federico Borromeo          |                         | Maria Cleofe Pio                |                                      |  |  |       |  |  |                   |  |  |                  |  |
|                            |                         | Fritz di Brandeburgo            | Giovanni di Brandeburgo l'Alchimista |  |  |       |  |  |                   |  |  |                  |  |
|                            |                         | Fritz di Brandeburgo            | Giovanni di Brandeburgo l'Alchimista |  |  |       |  |  |                   |  |  |                  |  |
|                            |                         | Fritz di Brandeburgo            | …                                    |  |  |       |  |  |                   |  |  |                  |  |
| Margherita di Brandeburgo  |                         | Fritz di Brandeburgo            |                                      |  |  |       |  |  |                   |  |  |                  |  |
|                            |                         | …                               | …                                    |  |  |       |  |  |                   |  |  |                  |  |
|                            |                         | …                               | …                                    |  |  |       |  |  |                   |  |  |                  |  |
|                            |                         | …                               | …                                    |  |  |       |  |  |                   |  |  |                  |  |
| Giulio Cesare Borromeo     |                         | …                               |                                      |  |  |       |  |  |                   |  |  |                  |  |
|                            | Guido Visconti di Somma | Giambattista Visconti di Somma  |                                      |  |  |       |  |  |                   |  |  |                  |  |
|                            | Guido Visconti di Somma | Giambattista Visconti di Somma  |                                      |  |  |       |  |  |                   |  |  |                  |  |
|                            | Guido Visconti di Somma | Regola Visconti                 |                                      |  |  |       |  |  |                   |  |  |                  |  |
| Galeazzo Visconti di Somma | Guido Visconti di Somma |                                 |                                      |  |  |       |  |  |                   |  |  |                  |  |
|                            |                         | Leta Manfredi                   | Guido Antonio Manfredi               |  |  |       |  |  |                   |  |  |                  |  |
|                            |                         | Leta Manfredi                   | Guido Antonio Manfredi               |  |  |       |  |  |                   |  |  |                  |  |
|                            |                         | Leta Manfredi                   | Bianchina Trinci                     |  |  |       |  |  |                   |  |  |                  |  |
| Veronica Visconti di Somma |                         | Leta Manfredi                   |                                      |  |  |       |  |  |                   |  |  |                  |  |
|                            |                         | Niccolò Mauruzi da Tolentino    | Giovanni Mauruzi                     |  |  |       |  |  |                   |  |  |                  |  |
|                            |                         | Niccolò Mauruzi da Tolentino    | Giovanni Mauruzi                     |  |  |       |  |  |                   |  |  |                  |  |
|                            |                         | Niccolò Mauruzi da Tolentino    | …                                    |  |  |       |  |  |                   |  |  |                  |  |
| Antonia Mauruzi            |                         | Niccolò Mauruzi da Tolentino    |                                      |  |  |       |  |  |                   |  |  |                  |  |
|                            |                         | Lucia Castiglioni               | Guarnerio Castiglioni                |  |  |       |  |  |                   |  |  |                  |  |
|                            |                         | Lucia Castiglioni               | Guarnerio Castiglioni                |  |  |       |  |  |                   |  |  |                  |  |
|                            |                         | Lucia Castiglioni               | Antonia Bussone                      |  |  |       |  |  |                   |  |  |                  |  |
|                            |                         | Lucia Castiglioni               |                                      |  |  |       |  |  |                   |  |  |                  |  |